# Pritchardia martii
Pritchardia martii là loài thực vật có hoa thuộc họ Arecaceae. Loài này được (Gaudich.) H.Wendl. miêu tả khoa học đầu tiên năm 1862.

## Hình ảnh

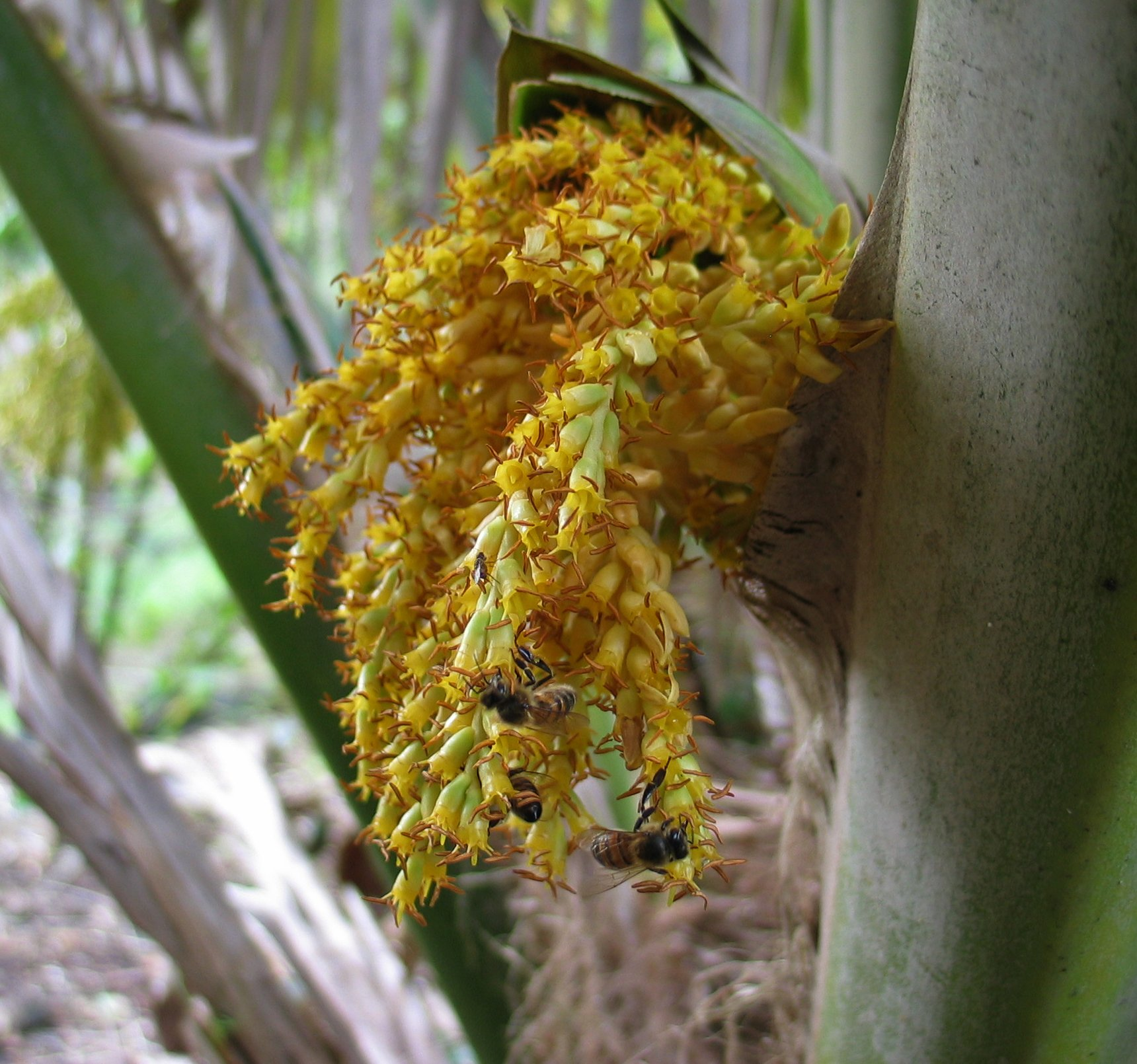
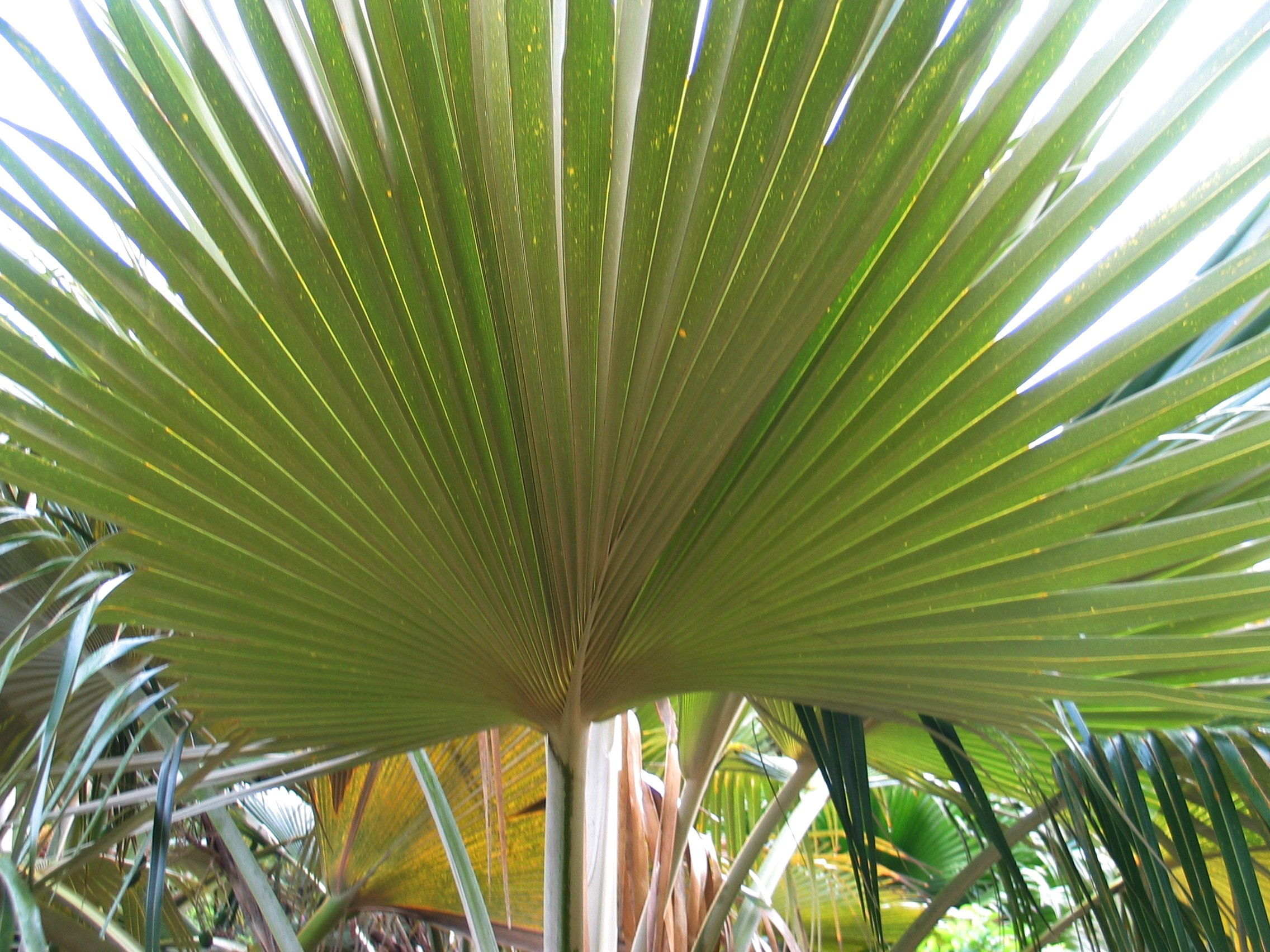
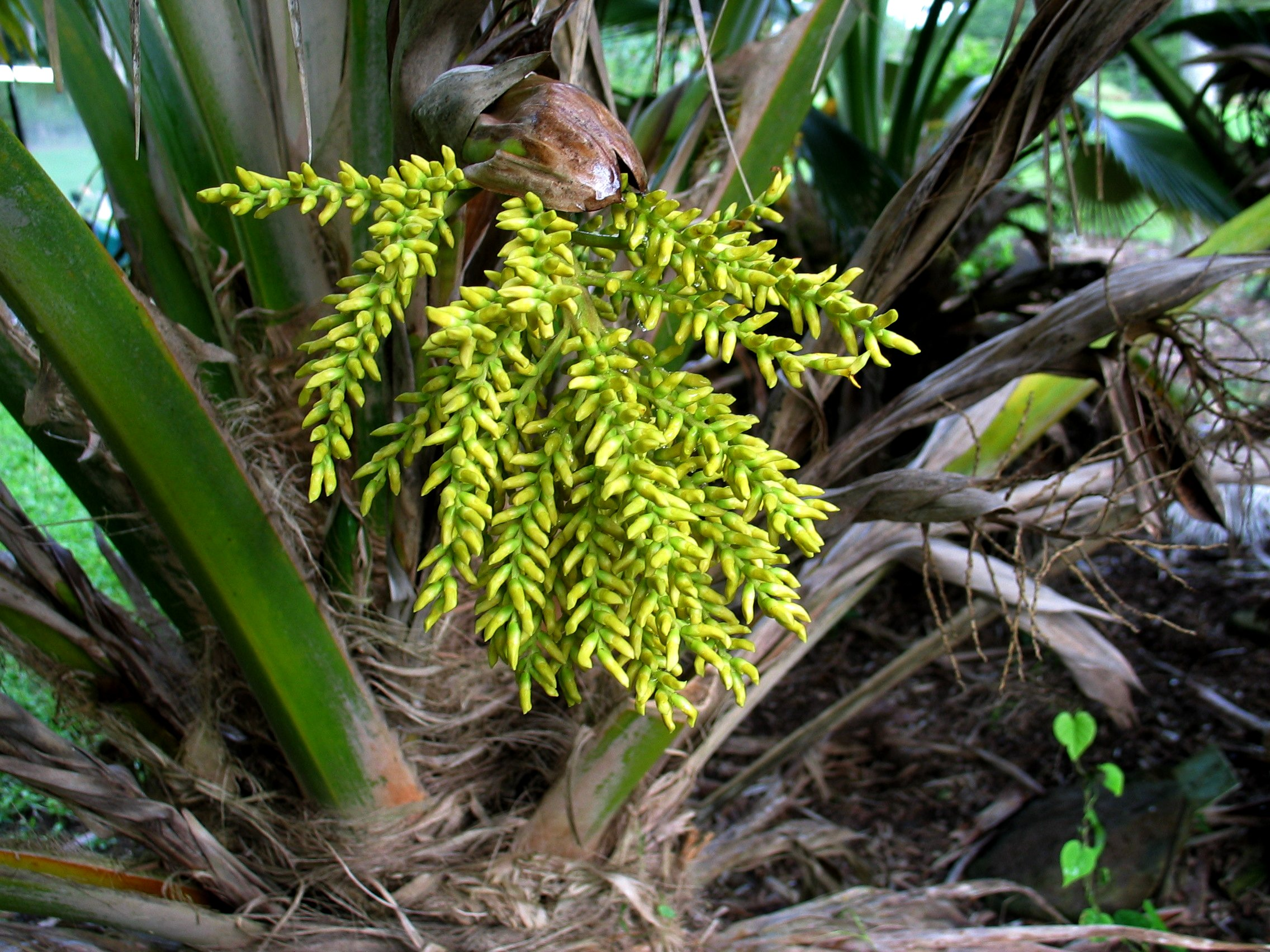
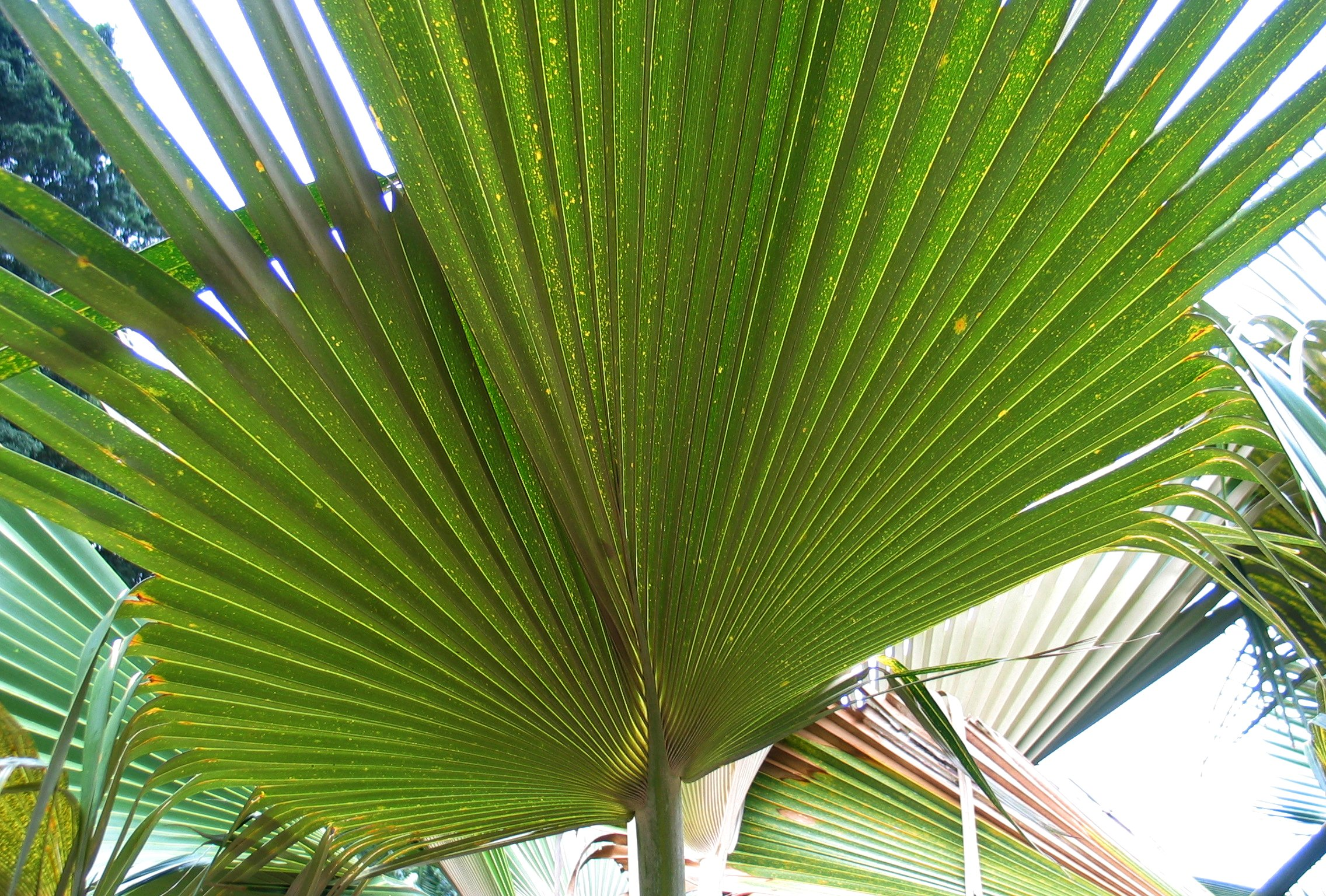